# Radical 109
目 (œil) est un kanji composé de 5 traits. Il fait partie des kyōiku kanji de 1re année.
Il se lit モク (moku) ou ボク (boku) en lecture on et め (me) en lecture kun.
Le caractère Unicode de 目 est 76EE.